# Alundra Blayze
Debrah Anne Miceli (Minneapolis, 9 febbraio 1964) è un'ex wrestler ed ex pilota automobilistico statunitense, nota per i suoi trascorsi nella World Wrestling Federation (con il ring name Alundra Blayze) e nella World Championship Wrestling (con il ring name Madusa).

## Carriera nel wrestling

### American Wrestling Association (1986–1989)
Debrah Miceli Iniziò la sua carriera da wrestler nell'American Wrestling Association, dove conquistò anche l'AWA World Women's Championship. Nel 1988 divenne la prima donna a ricevere il premio della rivista Pro Wrestling Illustrated come Rookie of the Year.

### All Japan Women's Pro-Wrestling (1989–1991)
Nel 1989 firmò un contratto con la giapponese All Japan Women's Pro-Wrestling, diventando la prima lottatrice occidentale a militare nella federazione.

### World Championship Wrestling (1991–1993)
Nel 1991 passò alla World Championship Wrestling, dove, con il ring name Madusa, divenne membro della Dangerous Alliance, una stable capeggiata da Paul E. Dangerously. In essa svolse principalmente il ruolo di valletta di Rick Rude. Il 25 ottobre 1992 Dangerously la licenziò dalla Dangerous Alliance durante l'evento Halloween Havoc. Lei, tuttavia, si vendicò sconfiggendolo per count-out il 18 novembre 1992 a Clash of the Champions XXI.

### World Wrestling Federation (1993–1995)
Nel 1993 passò alla rivale World Wrestling Federation con il nome Alundra Blayze perché il proprietario della federazione, Vince McMahon, non voleva pagare i diritti alla Miceli per l'utilizzo del nome Madusa, del quale aveva registrato il copyright. In WWF ebbe faide con Bull Nakano e Bertha Faye e conquistò il WWF Women's Championship per tre volte.

### Ritorno in WCW (1995–2001)
Due anni dopo essersi unita alla WWF la Miceli tornò in WCW e in un episodio di Monday Nitro buttò polemicamente la cintura del WWF Women's Championship in un bidone della spazzatura. Nei successivi sei anni rimase nella federazione di Ted Turner scontrandosi con Bull Nakano e Oklahoma, diventando inoltre la prima donna a vincere il WCW World Cruiserweight Championship.
Dopo aver allenato diverse lottatrici come Torrie Wilson, Stacy Keibler e Nora Greenwald, lasciò la compagnia nel 2000 e si ritirò dal wrestling per concentrarsi a tempo pieno sulla carriera di pilota di monster truck.

### Apparizioni sporadiche (2015–presente)
Nella puntata di Raw del 2 marzo 2015 viene annunciata l'introduzione della Miceli nella WWE Hall of Fame come Alundra Blayze.
Dopo 23 anni lontana dal ring della WWE, Alundra Blayze fa il suo ingresso nella 20 Women-Battle Royal del pay-per-view Evolution insieme ad altre ex lottatrici della federazione.
Nel luglio 2019 appare nella speciale puntata di Raw Reunion, vincendo il WWE 24/7 Championship conquistato da Candice Michelle pochi attimi prima. Nella stessa serata, Alundra stava per gettare il titolo in un cestino, ma Ted DiBiase gliel'ha comprato.

## Carriera nell'automobilismo
Nel 1999 è entrata a far parte del circuito dei monster truck grazie all'amico Dennis Anderson. Ha debuttato come pilota al Trans World Dome e in seguito ha acquistato il proprio veicolo personale, denominandolo Madusa.
Nel 2004 ha raggiunto il primo posto nelle finali freestyle di Monster Jam insieme a El Toro Loco e Maximum Destruction, perdendo però agli spareggi. L'anno successivo ha sconfitto Grave Digger nelle finali di corsa, diventando così la prima donna a vincere il torneo.
Nel gennaio del 2008 è diventata vice presidente esecutivo della Major League of Monster Trucks.

## Personaggio

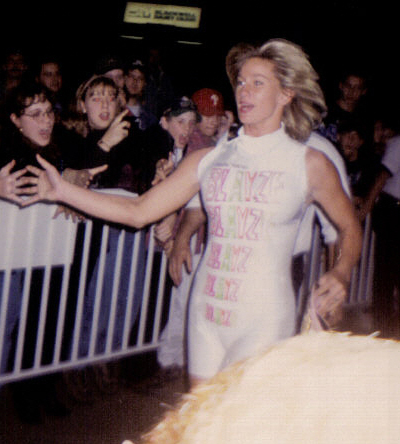
Debrah Miceli nel 1995

### Mosse finali
- Airplane spin
- Bridging german suplex

### Manager
- Diamond Dallas Page[5]
- Paul Heyman[6]

### Wrestler assistiti
- Curt Hennig
- Evan Karagias
- Greg Valentine
- Kevin Kelly
- Randy Savage
- Rick Rude

## Titoli e riconoscimenti
- All Japan Women's Pro-Wrestling
  - IWA World Women's Championship (2)
- American Wrestling Association
  - AWA World Women's Championship (1)[7]

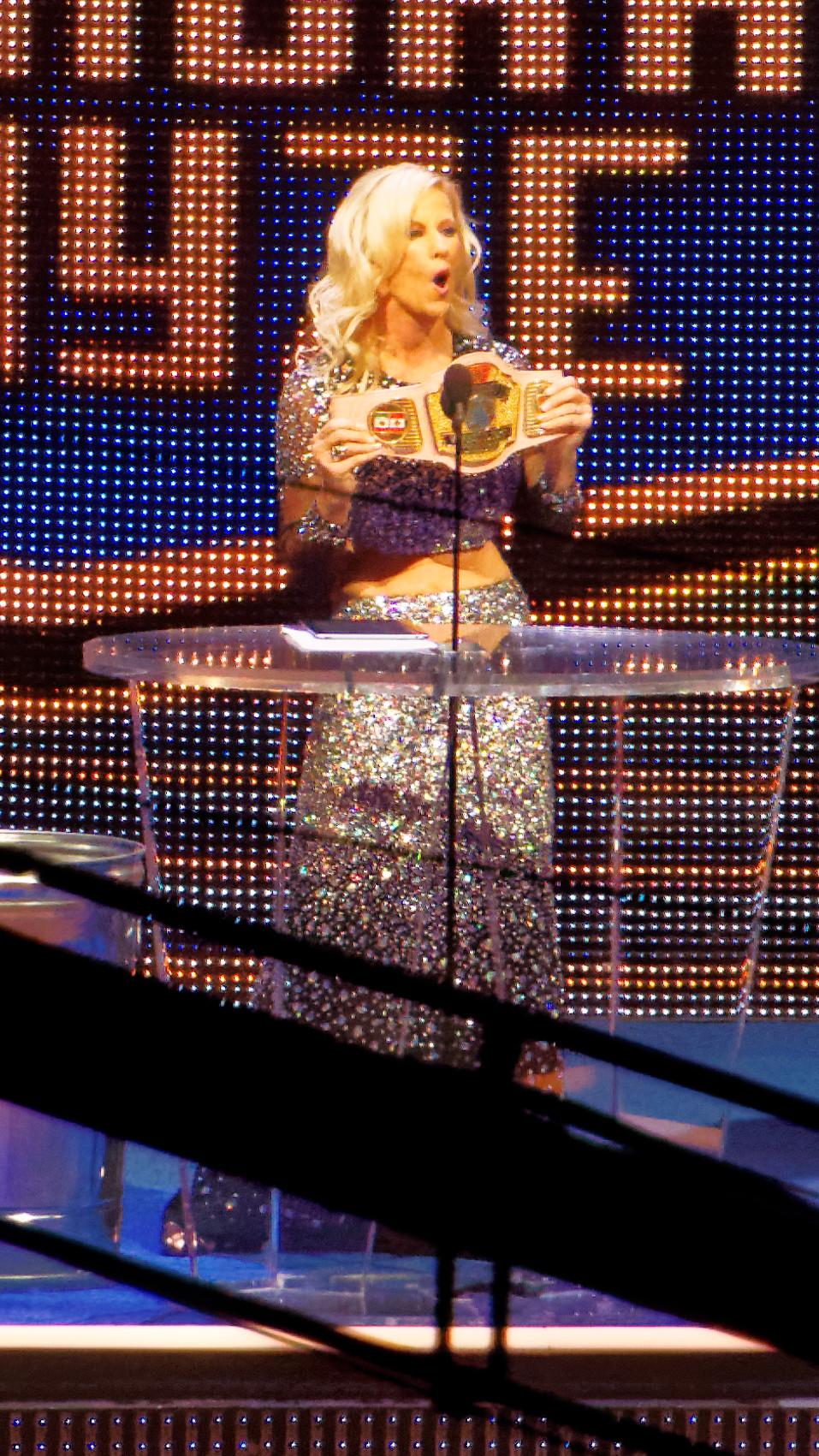
Debrah Miceli nel 2015, durante la sua introduzione nella WWE Hall of Fame

- International World Class Championship Wrestling
  - IWCCW Women's Championship (1)
- World Championship Wrestling
  - WCW Cruiserweight Championship (1)
- World Wrestling Federation/Entertainment
  - WWE 24/7 Championship (1)
  - WWF Women's Championship (3)[8]
  - WWE Hall of Fame (Classe del 2015)
- Pro Wrestling Illustrated
  - Rookie of the Year (1988)